# ديك وينغيت
ديك وينغيت (بالإنجليزية: Dick Wingate)‏ هو مدير تنفيذي موسيقي ‏ أمريكي، ولد في 6 أبريل 1952 في نيو هيفن في الولايات المتحدة.

## وصلات خارجية
- ديك وينغيت على موقع ميوزك برينز (الإنجليزية)